# Biagio Pagano
Biagio Pagano (Napoli, 29 gennaio 1983) è un allenatore di calcio ed ex calciatore italiano, di ruolo centrocampista, tecnico dell'Atletico Etruria.

## Biografia
Nasce a Napoli, ma si trasferisce fin da piccolo con la famiglia in Toscana.

## Caratteristiche tecniche
Pur avendo giocato molto spesso come trequartista grazie alla sua propensione offensiva, il suo ruolo naturale è quello di esterno sinistro alto. Nel Torino è stato anche occasionalmente impiegato come punta centrale.

## Carriera

### Giocatore

#### Club
A 12 anni viene tesserato dal Margine Coperta, società-satellite dell'Atalanta, in provincia di Pistoia. Nel 2000 entra a far parte del settore giovanile orobico. Esordisce in Serie A il 17 giugno 2001 in Juventus-Atalanta (2-1), subentrando al 77' al posto di Ljubiša Dunđerski. Nel 2002 viene ceduto in prestito al Lumezzane, in Serie C1. A fine stagione torna all'Atalanta, che nel 2004, nella sessione invernale di calciomercato, lo cede in comproprietà alla Sampdoria. Mette a segno la sua prima rete in Serie A – e con la maglia blucerchiata – il 5 dicembre 2004 in Roma-Sampdoria (1-1).
Il 21 luglio 2005 viene ceduto in prestito al Bari, in Serie B. Il 22 giugno 2006 la Sampdoria acquista alle buste anche l'altra metà del cartellino dall'Atalanta. Il 6 luglio 2006 viene acquistato in compartecipazione dal Rimini, che il 23 giugno 2007 lo riscatta totalmente dai blucerchiati.. In tre stagioni in Romagna totalizza 105 presenze in campionato, contribuendo a due buoni piazzamenti in Serie B, prima di una stagione complicata conclusasi con la retrocessione ai play-out – nonostante il suo gol nella sfida di andata – al termine del campionato 2008–2009, due anni dopo la scomparsa del patron Vincenzo Bellavista.
Il 19 luglio 2009 viene così ceduto in compartecipazione alla Reggina, in Serie B. Contribuisce con uno score di 11 reti in 35 presenze alla salvezza degli amaranto. In estate viene riscattato alle buste dal Rimini, che il 14 luglio 2010 lo cede a titolo definitivo al Livorno, in Serie B. Il 26 novembre 2010 è decisivo con una doppietta nella vittoria esterna dei toscani contro l'Atalanta. Il 28 gennaio 2011 si trasferisce al Torino a titolo definitivo, nell'operazione che porta Luca Belingheri al Livorno. Il 31 gennaio 2012 viene ceduto in prestito alla Nocerina.
Il 22 agosto 2012 passa a titolo definitivo al Modena, in Serie B.
Nel settembre 2013 firma un contratto con il Ponsacco, società di Eccellenza Toscana. A febbraio si trasferisce al Grosseto nella Prima divisione della Lega Pro.
Nella stagione 2014-2015 si trasferisce al Catanzaro, che partecipa alla Lega Pro girone C, segnando 3 gol in 15 partite di campionato. A gennaio 2015 si svincola passando alla Lucchese, sempre in Lega Pro, ma nel girone B, ed esordisce entrando nel secondo tempo della gara Savona-Lucchese 0-3.
Il 26 settembre 2015 si trasferisce al Ghivizzano. Il 4 agosto 2016 passa al Viareggio 2014. Pochi mesi dopo, il 2 dicembre 2016, cambia squadra, trasferendosi alla Massese.
Nel 2017 torna al Ghivizzano. L'8 dicembre 2017 viene ufficializzato il suo trasferimento all'Aglianese. Nell'estate del 2018 viene ingaggiato dalla Polisportiva Cenaia. Il 4 dicembre 2018 viene ingaggiato dal Montecatini.Nel 2019-2020 scende in Prima Categoria Toscana con la Monsummanese, per poi passare al Calci nell'estate successiva.

#### Nazionale
Esordisce con la Nazionale italiana Under-17 nella gara di qualificazione agli Europei di categoria contro la Moldavia e disputa nel 2000 i campionati Europei Under-16 in Israele. In seguito diventa punto fermo della Nazionale italiana Under-20 e della Nazionale italiana Under-21.

### Allenatore
Inizia la carriera da tecnico nel 2022, alla guida del Calci 2016. Nel 2024 viene nominato tecnico dell'Atletico Etruria, in Prima Categoria.

## Statistiche

### Presenze e reti nei club
| Stagione                | Squadra                 | Campionato              | Campionato | Campionato | Coppe nazionali | Coppe nazionali | Coppe nazionali | Coppe continentali | Coppe continentali | Coppe continentali | Altre coppe | Altre coppe | Altre coppe | Totale | Totale |
| Stagione                | Squadra                 | Comp                    | Pres       | Reti       | Comp            | Pres            | Reti            | Comp               | Pres               | Reti               | Comp        | Pres        | Reti        | Pres   | Reti   |
| ----------------------- | ----------------------- | ----------------------- | ---------- | ---------- | --------------- | --------------- | --------------- | ------------------ | ------------------ | ------------------ | ----------- | ----------- | ----------- | ------ | ------ |
| 2000-2001               | Atalanta                | A                       | 1          | 0          | CI              | 0               | 0               | -                  | -                  | -                  | -           | -           | -           | 1      | 0      |
| 2001-2002               | Atalanta                | A                       | 0          | 0          | CI              | 0               | 0               | -                  | -                  | -                  | -           | -           | -           | 2      | 0      |
| 2002-2003               | Lumezzane               | C1                      | 25         | 1          | CI+CI-C         | 0               | 0               | -                  | -                  | -                  | -           | -           | -           | 25     | 1      |
| 2003-gen. 2004          | Atalanta                | B                       | 5          | 0          | CI              | 1               | 0               | -                  | -                  | -                  | -           | -           | -           | 6      | 0      |
| gen.-giu. 2004          | Sampdoria               | A                       | 5          | 0          | CI              | -               | -               | -                  | -                  | -                  | -           | -           | -           | 5      | 0      |
| 2004-gen. 2005          | Sampdoria               | A                       | 3          | 1          | CI              | 3               | 0               | -                  | -                  | -                  | -           | -           | -           | 6      | 1      |
| Totale Sampdoria        | Totale Sampdoria        | Totale Sampdoria        | 8          | 1          |                 | 3               | 0               |                    | -                  | -                  |             | -           | -           | 11     | 1      |
| gen.-giu. 2005          | Atalanta                | A                       | 6          | 0          | CI              | -               | -               | -                  | -                  | -                  | -           | -           | -           | 6      | 0      |
| Totale Atalanta         | Totale Atalanta         | Totale Atalanta         | 12         | 0          |                 | 1               | 0               |                    | -                  | -                  |             | -           | -           | 13     | 0      |
| 2005-2006               | Bari                    | B                       | 36         | 8          | CI              | 5               | 1               | -                  | -                  | -                  | -           | -           | -           | 41     | 9      |
| 2006-2007               | Rimini                  | B                       | 38         | 3          | CI              | 2               | 0               | -                  | -                  | -                  | -           | -           | -           | 40     | 3      |
| 2007-2008               | Rimini                  | B                       | 40         | 4          | CI              | 3               | 1               | -                  | -                  | -                  | -           | -           | -           | 43     | 5      |
| 2008-2009               | Rimini                  | B                       | 27+2       | 4+1        | CI              | 1               | 0               | -                  | -                  | -                  | -           | -           | -           | 30     | 5      |
| Totale Rimini           | Totale Rimini           | Totale Rimini           | 105+2      | 11+1       |                 | 6               | 1               |                    | -                  | -                  |             | -           | -           | 113    | 13     |
| 2009-2010               | Reggina                 | B                       | 35         | 11         | CI              | 1               | 0               | -                  | -                  | -                  | -           | -           | -           | 36     | 11     |
| 2010-gen. 2011          | Livorno                 | B                       | 20         | 3          | CI              | 3               | 1               | -                  | -                  | -                  | -           | -           | -           | 23     | 4      |
| gen.-giu. 2011          | Torino                  | B                       | 15         | 1          | CI              | -               | -               | -                  | -                  | -                  | -           | -           | -           | 15     | 1      |
| 2011-gen. 2012          | Torino                  | B                       | 2          | 0          | CI              | 0               | 0               | -                  | -                  | -                  | -           | -           | -           | 2      | 0      |
| Totale Torino           | Totale Torino           | Totale Torino           | 17         | 1          |                 | 0               | 0               |                    | -                  | -                  |             | -           | -           | 17     | 1      |
| gen.-giu. 2012          | Nocerina                | B                       | 5          | 0          | CI              | -               | -               | -                  | -                  | -                  | -           | -           | -           | 5      | 0      |
| 2012-2013               | Modena                  | B                       | 25         | 2          | CI              | -               | -               | -                  | -                  | -                  | -           | -           | -           | 25     | 2      |
| 2013-gen. 2014          | Ponsacco                | Ecc.                    | 2          | 0          | CI-E            | 2               | 3               | -                  | -                  | -                  | -           | -           | -           | 4      | 3      |
| gen.-giu. 2014          | Grosseto                | 1D                      | 10         | 1          | CI+CI-LP        | 0+2             | 1               | -                  | -                  | -                  | -           | -           | -           | 12     | 2      |
| 2014-gen. 2015          | Catanzaro               | LP                      | 15         | 3          | CI+CI-LP        | 2               | 1               | -                  | -                  | -                  | -           | -           | -           | 17     | 4      |
| gen.-giu. 2015          | Lucchese                | LP                      | 13         | 0          | CI-LP           | -               | -               | -                  | -                  | -                  | -           | -           | -           | 13     | 0      |
| 2015-2016               | Ghivizzano Borg.        | D                       | 19+1       | 9          | CI-D            | 2               | 0               | -                  | -                  | -                  | -           | -           | -           | 22     | 9      |
| 2016-gen. 2017          | Viareggio 2014          | D                       | 11         | 4          | CI-D            | 2               | 0               | -                  | -                  | -                  | -           | -           | -           | 13     | 4      |
| gen.-giu. 2017          | Massese                 | D                       | 14+1       | 1+1        | CI-D            | -               | -               | -                  | -                  | -                  | -           | -           | -           | 15     | 2      |
| 2017-2018               | Ghivizzano Borg.        | D                       | 13         | 1          | CI-D            | 0               | 0               | -                  | -                  | -                  | -           | -           | -           | 13     | 1      |
| Totale Ghivizzano Borg. | Totale Ghivizzano Borg. | Totale Ghivizzano Borg. | 32+1       | 10         |                 | 2               | 0               |                    | -                  | -                  |             | -           | -           | 34     | 10     |
| Totale carriera         | Totale carriera         | Totale carriera         | 389        | 59         |                 | 29              | 8               |                    | -                  | -                  |             | -           | -           | 418    | 67     |

### Statistiche da allenatore
Statistiche aggiornate al 22 settembre 2024.
| Stagione          | Squadra           | Campionato        | Campionato | Campionato | Campionato | Campionato | Coppe nazionali | Coppe nazionali | Coppe nazionali | Coppe nazionali | Coppe nazionali | Coppe continentali | Coppe continentali | Coppe continentali | Coppe continentali | Coppe continentali | Altre coppe | Altre coppe | Altre coppe | Altre coppe | Altre coppe | Totale | Totale | Totale | Totale | % Vittorie | Piazzamento |
| Stagione          | Squadra           | Comp              | G          | V          | N          | P          | Comp            | G               | V               | N               | P               | Comp               | G                  | V                  | N                  | P                  | Comp        | G           | V           | N           | P           | G      | V      | N      | P      | %          | Piazzamento |
| ----------------- | ----------------- | ----------------- | ---------- | ---------- | ---------- | ---------- | --------------- | --------------- | --------------- | --------------- | --------------- | ------------------ | ------------------ | ------------------ | ------------------ | ------------------ | ----------- | ----------- | ----------- | ----------- | ----------- | ------ | ------ | ------ | ------ | ---------- | ----------- |
| 2022-2023         | Calci 2016        | 1ª Cat.           | 28         | 11         | 9          | 8          | -               | -               | -               | -               | -               | -                  | -                  | -                  | -                  | -                  | -           | -           | -           | -           | -           | 28     | 11     | 9      | 8      | 39,29      | 6º          |
| 2023-2024         | Calci 2016        | 1ª Cat.           | 30         | 10         | 8          | 12         | -               | -               | -               | -               | -               | -                  | -                  | -                  | -                  | -                  | -           | -           | -           | -           | -           | 30     | 10     | 8      | 12     | 33,33      | 8º          |
| Totale Calci 2016 | Totale Calci 2016 | Totale Calci 2016 | 58         | 21         | 17         | 20         |                 | -               | -               | -               | -               |                    | -                  | -                  | -                  | -                  |             | -           | -           | -           | -           | 58     | 21     | 17     | 20     | 36,21      |             |
| 2024-2025         | Atletico Etruria  | 1ª Cat.           | 2          | 0          | 0          | 2          | -               | -               | -               | -               | -               | -                  | -                  | -                  | -                  | -                  | -           | -           | -           | -           | -           | 2      | 0      | 0      | 2      | &0,00      | in corso    |
| Totale carriera   | Totale carriera   | Totale carriera   | 60         | 21         | 17         | 22         |                 | 0               | 0               | 0               | 0               |                    | -                  | -                  | -                  | -                  |             | -           | -           | -           | -           | 60     | 21     | 17     | 22     | 35,00      |             |

## Palmarès

### Club

#### Competizioni giovanili
- Coppa Italia Primavera: 1

Atalanta: 1999-2000

#### Competizioni regionali
- Eccellenza Toscana: 1

Aglianese: 2017-2018 (Girone C)
- Supercoppa di Eccellenza Toscana: 1

Aglianese: 2018